# Bio21 Institute
Bio21 Institute of Molecular Science and Biotechnology, förkortat Bio21 Institute, är ett australiskt vetenskapligt forskningsinstitut som fokuserar på grundvetenskap och tillämpad bioteknik. Bio21 Institute är baserat vid University of Melbourne på Flemington Road i Parkville, Melbourne, Victoria.
Institutet förvaltas av University of Melbourne och stöds med finansiering från den viktorianska regeringen.

## Historia
I september 2006 ingick Bio21 ett partnerskap med det australiensiska globala biofarmaceutiska företaget CSL Limited. 50 forskare från CSL omplacerades för att delta i aktiviteter på Bio21. Målet med partnerskapet var att Bio21 skulle få tillgång till expertis från branschfolk och att CSL skulle få tillgång till toppmodern utrustning.

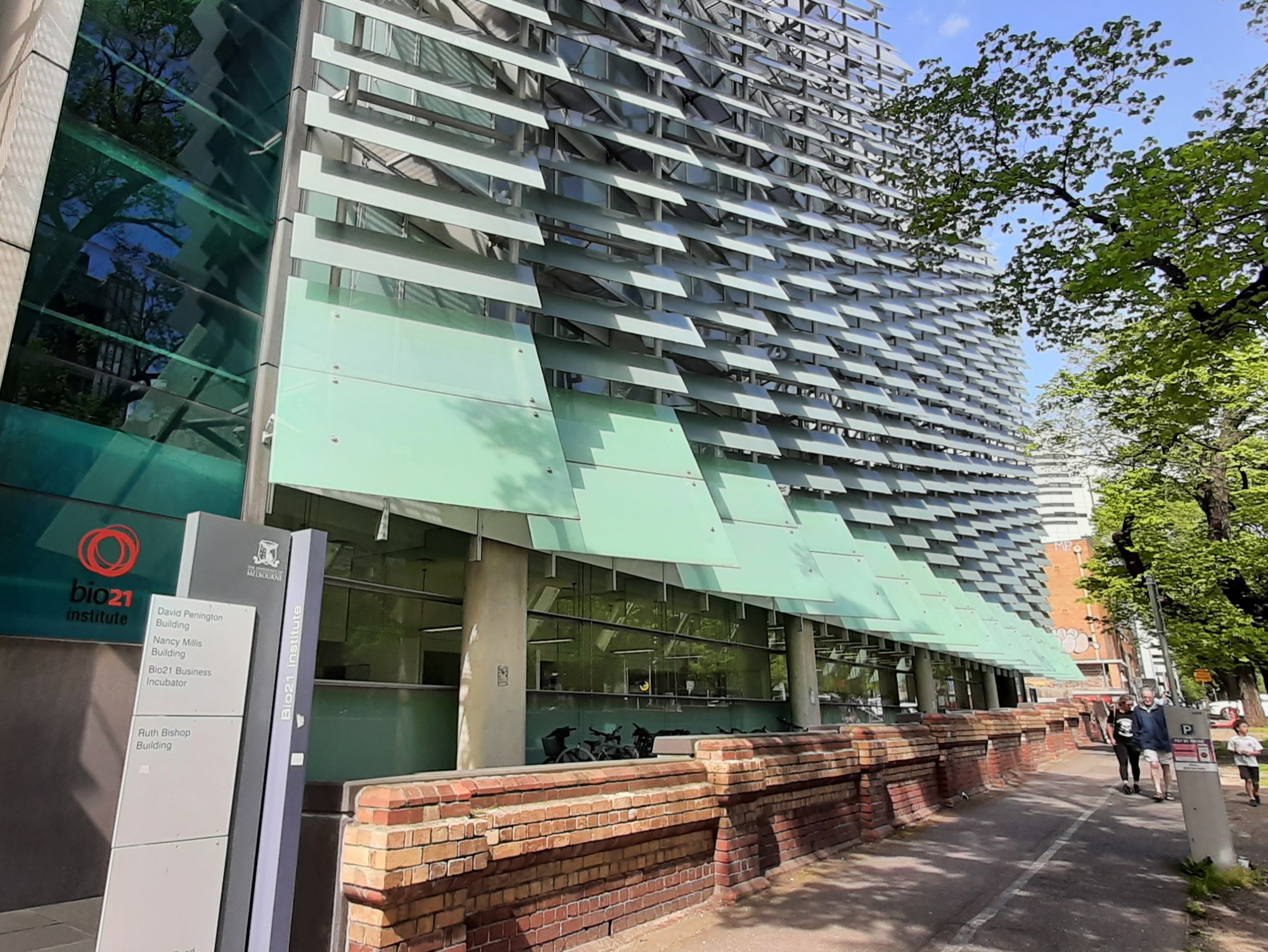
Fasaden på Bio21-byggnaden